# Cissus peruviana
Cissus peruviana är en vinväxtart som beskrevs av J. A. Lombardi. Cissus peruviana ingår i släktet Cissus och familjen vinväxter. Inga underarter finns listade i Catalogue of Life.